# باشگاه فوتبال گیلان‌مهر فومن
باشگاه فوتبال شهرداری فومن یک باشگاه ایرانی در شهرستان فومن است که در لیگ دسته سوم ایران بازی می‌کند.
آنها توانستند به دور ۱/۱۶ در جام حذفی فوتبال ایران ۹۶–۱۳۹۵ صعود کنند.

## فصل به فصل
جدول زیر دستاوردهای باشگاه را در مسابقات مختلف نشان می‌دهد.
| فصل     | لیگ          | موقعیت       | جام حذفی فوتبال ایران | یادداشت |
| ------- | ------------ | ------------ | --------------------- | ------- |
| ۹۴–۱۳۹۳ | لیگ دسته سوم | چهارم/گروه ۱ | _                     |         |
| ۹۵–۱۳۹۴ | لیگ دسته سوم | اول/گروه     | _                     | صعود    |
| ۹۶–۱۳۹۵ | لیگ دسته دوم | هشتم/گروه ۲  | ۱/۱۶ نهایی            |         |